# 로제 아살레
로제 클라버 자포네 아살레(프랑스어: Roger Claver Djapone Assalé, 1993년 11월 13일 ~ )는 코트디부아르의 축구 선수로, 현재 리그 2 클럽 디종에서 공격수로 활약하고 있다.

## 구단 경력
아살레는 2017-18 스위스 슈퍼리그에서 32년 만에 우승을 차지한 영 보이스 선수단의 일원이었다. 2020년 1월 31일, 그는 시즌이 끝날 때까지 라리가의 CD 레가네스에 임대로 합류했다.
2020년 9월 5일, 그는 디종의 새로운 선수가 되었다.
2021년 8월, 아살레는 2. 분데스리가의 베르더 브레멘에 2021-22 시즌 임대로 합류했다. 임대 종료 후 베르더 브레멘은 그와 영구 계약할 수 있는 옵션을 확보했다. 그는 시즌 종료 후 6경기에 출전하여 클럽을 떠났고, 베르더 브레멘은 분데스리가 승격을 달성했다.

## 국가대표팀 경력
아살레는 2014년 11월 10일 카메룬과의 친선 경기에서 코트디부아르 국가대표팀 데뷔 전을 치렀고, 2018년 3월 몰도바를 상대로 첫 국제골을 기록했다.